# Коновалюк, Александр Владимирович
Алекса́ндр Влади́мирович Коновалю́к (род. 1 мая 1978, Новая Каховка) — украинский гребец, рулевой, выступавший за сборную Украины по академической гребле в период 2007—2017 годов. Серебряный и дважды бронзовый призёр чемпионатов Европы, член украинской восьмёрки на летних Олимпийских играх в Лондоне.

## Биография
Александр Коновалюк родился 1 мая 1978 года в городе Новая Каховка Херсонской области Украинской ССР.
Заниматься академической греблей начал в 1992 году, три года спустя вошёл в состав украинской национальной сборной и выступил на юниорском чемпионате мира в Познани, где занял в зачёте восьмёрок шестое место.
Начиная с 2007 года выступал в качестве рулевого на взрослом уровне, в частности в этом сезоне отметился выступлениями на чемпионате мира в Мюнхене и на чемпионате Европы в Познани.
В 2008 году участвовал в европейском первенстве в Афинах.
В 2009 году стартовал на чемпионате мира в Познани и на чемпионате Европы в Бресте, где завоевал в восьмёрках серебряную медаль, уступив в финале только экипажу из Польши.
На европейском первенстве 2010 года в Монтемор-у-Велью стал бронзовым призёром в восьмёрках, пропустив вперёд команды из Германии и Польши. При этом на мировом первенстве в Карапиро попасть в число призёров не смог, ограничившись финалом B.
В 2011 году в той же дисциплине получил бронзу на чемпионате Европы в Пловдиве, стартовал на чемпионате мира в Бледе.
Благодаря череде удачных выступлений удостоился права защищать честь страны на летних Олимпийских играх 2012 года в Лондоне — в составе команды, куда также вошли гребцы Антон Холязников, Виктор Гребенников, Иван Тимко, Артём Мороз, Андрей Приведа, Валентин Клецкой, Олег Лыков и Сергей Чиканов, отобрался в восьмёрках в утешительный финал B и расположился в итоговом протоколе соревнований на восьмой строке.
После лондонской Олимпиады Коновалюк остался в основном составе украинской национальной сборной и продолжил принимать участие в крупнейших международных регатах. Так, он участвовал в чемпионатах Европы 2013, 2014, 2015, 2016 и 2017 годов, а в 2016 и 2017 годах выступил ещё и на чемпионатах мира, хотя ни на одном из этих соревнований не поднимался на пьедестал почёта и не попадал в главные финалы.